# Arthur French (5e baron de Freyne)
Pour les articles homonymes, voir French.
Arthur Reginald French, 5e baron de Freyne, né le 3 juillet 1879 et mort le 9 mai 1915, est un aristocrate et soldat britannique, tué durant la Première Guerre mondiale.

## Biographie
Il est l'aîné des deux enfants de sa mère, morte deux ans après sa naissance. Son père se re-marie, et a onze enfants de sa seconde épouse. C'est l'arrière-grand-père d'Arthur Reginald French, nommé lui aussi Arthur French, un grand propriétaire terrien anglo-irlandais dans le comté de Roscommon en Irlande, qui avait été anobli et fait baron en 1851.
En 1902, Arthur Reginald épouse Annabel Angus, la fille d'un tavernier, et se brouille ainsi avec sa famille. Il la quitte peu de temps après, mais sans se réconcilier avec les siens, et part à New York en janvier 1905, affirmant qu'il compte travailler sur le ranch de son oncle dans le Nouveau-Mexique. À la place, il disparaît volontairement, laissant derrière lui ses biens personnels dans un hôtel de New York, et s'engage comme simple soldat dans l'Armée de terre des États-Unis. Il est déployé un temps aux Philippines, sur lesquelles les États-Unis ont imposé un protectorat à l'issue de la Guerre américano-philippine. En septembre 1913, à la mort de son père, Arthur Reginald French devient le 5e baron de Freyne et revient au Royaume-Uni pour prendre possession de son héritage, dont un siège à la Chambre des lords.
Il intègre l'Armée britannique à l'entame de la Première Guerre mondiale. Fait capitaine dans le 3e bataillon des South Wales Borderers, il meurt de blessures reçues à la bataille de la crête d'Aubers, dans l'Artois, le 9 mai 1915. Inhumé au cimetière militaire britannique à Souchez, il est l'un des quarante-trois parlementaires britanniques morts durant la Guerre et commémorés par un mémorial à Westminster Hall, dans l'enceinte du palais de Westminster où siège le Parlement du Royaume-Uni. Ses demi-frères Edward, Ernest et George sont également morts à la Grande Guerre. Arthur étant mort sans descendance, c'est l'aîné de ses demi-frères, Francis Charles French, qui lui succède au titre de 6e baron de Freyne,,,.